# 楊顯中
楊顯中，SBS，OBE，JP（1946年5月29日—），前香港政府官員，1967年至1995年間入職人民入境事務處，官至副處長，1995年轉投商界發展至今。他曾任廣州市政協委員，現為上市公司港通控股董事總經理，兼顧與公司有關連的隧道及高速公路管理、學習駕駛和電子道路收費系統服務快易通的業務。

## 背景

### 早年生活
楊顯中生於上海，1950年跟隨父母定居香港，繼而到澳門生活6年，直至1956年才回港完成學業。他重返九龍旺角居住以後，經朋友推薦入讀當時位於西洋菜街的中華基督教會協和小學上午校，於該校修畢小五至小六課程，並於1958年畢業，然後在1963年畢業於德仁書院英文部中五年級。楊顯中加入政府之前於香港工業專門學院攻讀建築工程系結構工程學文憑學位，而後加入由包玉剛創立的環球航運集團（即本格森環球前身），任職技術員1年。及至1967年10月為了避過當年社會動盪情況而轉為投身公務員行列，任入境事務副督察，1974年7月升為高級入境事務主任。他入職人民入境事務署以來合共獲得10次晉升機會，1984年7月晉身助理署長首長級公務員階級，1989年5月獲擢升為副署長。但他於1995年5月宣佈以健康理由辭職，其副署長一職交予時任助理署長（管制及調查）李家強接替，同年7月1日生效。
1980年代至1995年間，楊顯中有份參與為香港回歸談判而設的中英聯絡專家小組會議，跟中央政府商討航空協議、護照、簽證入境等議題。1990年代初曾代表香港政府與中國內地政府協議，增加單程證配額，從而避免大批擁有居港權資格的港人內地子女湧入香港，亦負責處理單親無證媽媽問題，讓更多來自中國大陸的單親且無香港居民身份證的母親可以來港照顧她們在港出生的幼兒。香港越南船民問題都是其任內著手應對的難題。他於1992年負笈法國歐洲工商管理學院修讀商業管理證書課程。由於喜歡接受挑戰，加上閑不下來，於是在離開政府未幾便接受蒙民偉邀請，自1995年開始擔任信興集團行政總裁，專門管理信興電器貿易有限公司的電器代理業務。6年後，即2001年8月1日，被獵頭公司挖角至港通控股擔任董事總經理，同時兼任香港西區隧道有限公司董事總經理、香港隧道及高速公路管理有限公司董事總經理、香港駕駛學院主席以及快易通有限公司主席。期間先得到香港理工大學管理學碩士資格，再在2001年取得澳洲南十字星大學管理學博士學位。

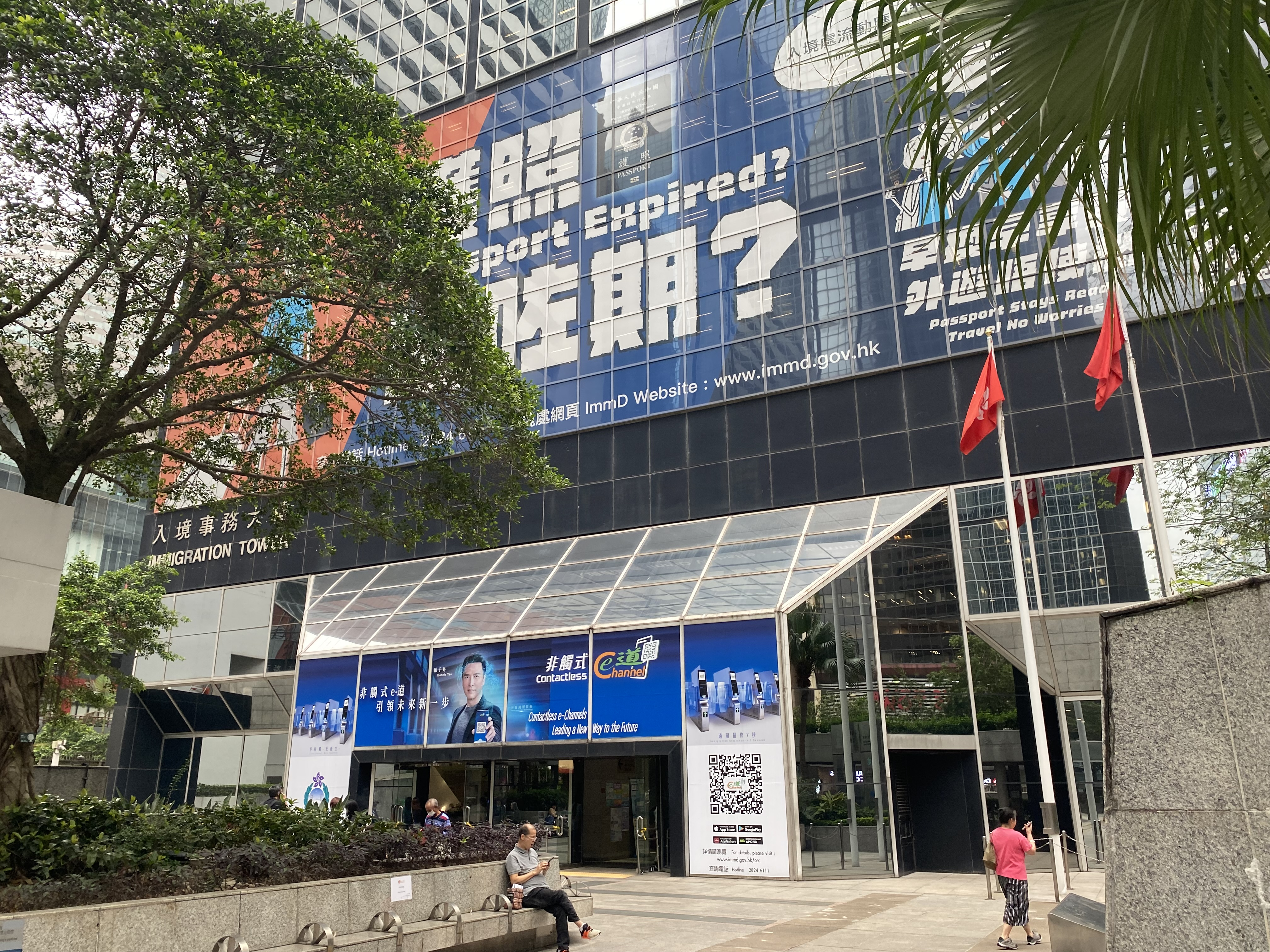
1995年以前，任職副處長的楊顯中於灣仔入境事務大樓辦公

### 服務社會
除了商界事業之外，楊顯中亦接受公職委任。他從2003年起至2013年應邀出任第10屆及第11屆廣州市政協香港區特約委員。另外還擔任基本法推廣督導委員會委員、交通意外傷亡援助基金委員會委員及主席（1999年至2001年為委員，2001年至2007年為主席）、香港話劇團理事（2001年至2008年為理事，2008年至2010年被推選為主席）、香港大律師紀律審裁團成員（至2005年）、市政服務上訴委員會委員（2003年至2009年）、獎券基金諮詢委員會委員（2005年至2011年）、香港管弦協會有限公司董事局成員（2014年至2020年），現時則為香港管弦樂團董事局成員。
身兼香港入境事務主任協會名譽主席的他以往是廣州海外聯誼會常務理事和廣州地區政協香港委員聯誼會顧問，2010年代往後仍繼續參與社會工作。不但擔任香港從化聯合會榮譽顧問，教育層面上又獲邀為不同學術機構，諸如香港中文大學商科本科課程諮詢委員會、香港理工大學專業進修學院顧問委員會、香港大學專業進修學院基金委員會（至2020年）、香港理工大學商學院管理及市場學系諮詢委員會、恒生管理學院人民社會科學學院諮詢委員會（至2019年）、香港大學專業進修學院（至2022年）及學院之持續專業教育及終生學習委員會，出任委員、主席或顧問職務。在外則獲加拿大維多利亞大學、北京師範大學、香港中文大學、香港理工大學、澳門科技大學聘用為高級訪問學者、委員、顧問；同期受聘為澳門亞洲（澳門）國際公開大學客座副教授，也任中西創新學院名譽教授，教授數字商業管理、數字酒店學科。
楊顯中現在是香港中文大學商學院亞太工商研究所的名譽教研學人。

### 其他資料
楊顯中本身涉足多個範疇事務，包括慈善、商業、教育和公共事業。他其餘持有的身份計有澳門博彩研究學會顧問、英國特許運輸物流學會院士、香港品質管理協會名譽會長、香港董事學會資深會員、路訊通控股有限公司獨立非執行董事（2012年起）、南潮控股獨立非執行董事（2016年6月至11月）、貝森金融集團獨立非執行董事（2012年至2017年）以及上海總會慈善基金會會員。

## 個人榮譽
2000年代之前，楊顯中於1994年獲英女皇頒授官佐勳章，2000年7月1日獲委任為太平紳士（提早離開政府後由官守太平紳士轉為非官守太平紳士）。回歸後於2009年基於在公共和社會服務兩方面有卓越表現而獲香港特別行政區政府授予銀紫荊星章。2019年獲香港大學專業進修學院頒發榮譽院士。